# Xinesos al País Valencià
La presència de xinesos al País Valencià s'ha donat durant tres onades d'immigració entre la segona meitat del segle XX i el segle xxi, tenint la conseqüència d'haver aparegut una primera generació de valencians d'origen xinès al voltant del segle XXI. El 2019 hi havia al territori valencià al voltant de 20.000 xinesos (el 10% dels xinesos residents a Espanya), establerts la meitat d'ells a l'àrea metropolitana de València.

## Història
La primera presència xinesa al País Valencià, va ocórrer a la dècada de 1960, a la ciutat de València.
Les tres onades s'han produït especialment des de les dues províncies del sud-est de la República Popular de la Xina, Zhejiang i Fujian.
La primera onada d'immigració al País Valencià per part dels xinesos va ocórrer al la fi dels anys huitanta i principi dels noranta. La primera generació de valencians d'origen xinès descendeix d'aquesta gent. Les persones vingudes amb aquesta onada es dedicaren principalment a l'hostaleria.
A València, el nombre de xinesos assentats era moderat amb relació a altres grups d'immigrants.
Les altres dos onades tingueren lloc per un efecte crida.
La segona, la més nombrosa de les tres, va ocórrer a la fi del segle xx. El perfil típic d'aquest immigrant era qui es dedicava a les botigues d'articles barats.
El 2002, l'arribada d'immigrants llatinoamericans a València, va disminuir la importància del nombre d'immigrants xinesos. Els xinesos aleshores eren ja un dels col·lectius immigrants més assentats a la ciutat. Residien a València de manera dispersa segons els nínxols de mercat que ocupaven i no trobaven problema a l'hora d'habitatge pel gran suport de la família i altres grups socials.
Ja al voltant de l'any 2002, els xinesos, junt als marroquins i senegalesos, eren el col·lectiu immigrant a València amb més presència al Centre Històric.
La tercera onada va transcórrer a la fi de la primera dècada de 2000. Des d'aleshores, la immigració al País Valencià s'ha moderat considerablement per la millora de l'economia de la República Popular de la Xina. El perfil típic de l'immigrant xinès a les terres valencianes era d'un inversor. Solen ser xinesos que s'han fet rics al seu país natal i venen al País Valencià a gaudir del clima.
A València, el 2011 el col·lectiu presentava un perfil familiar. Així, el 15% dels xinesos eren menors de 15 anys.
A la ciutat, es van concentrar sobre un grup d'illes de cases pròximes a l'Estació del Nord (carrer Pelai, carrer Convent de Jerusalem i carrer Bailén) des de la fi de la primera dècada del segle XXI. Allí hi viuen 500 xinesos, segons dades de 2017, convivint amb paquistanesos i llatinoamericans. Als barris populars en general de la ciutat, es troben xinesos.